# I Can See You (Taylor Swift)
I Can See You è un brano musicale della cantautrice statunitense Taylor Swift, diciannovesima traccia dell'album in studio Speak Now (Taylor's Version), pubblicato il 7 luglio 2023 dalla Republic Records.

## Descrizione
Il brano è una traccia indie rock con elementi surf e presenta un testo definito «focoso» e «sensuale» dalla critica specializzata, che ha inoltre accostato i riferimenti all'intimità e alla sfera sessuale alla traccia Dress di Reputation (2017). È uno dei sei brani inediti contenuti nella ri-registrazione di Speak Now e alcune testate l'hanno indicato come il migliore tra questi, lodandone la produzione «ballabile» e ritenendo che sarebbe stato un'ottima aggiunta all'edizione originale dell'album pubblicata nel 2010.

## Video musicale
Il video è stato reso disponibile sul canale YouTube della cantante l'8 luglio 2023, dopo averlo presentato in anteprima mondiale durante il concerto a Kansas City del The Eras Tour. Il video vede la presenza dell'attrice statunitense Joey King, che aveva già collaborato con la cantante per il video musicale del singolo Mean del 2010, nonché dell'attore statunitense Taylor Lautner, con il quale Swift ha avuto una relazione nel 2009. Nel video, i due sono impegnati in una missione segreta per liberare la versione di Speak Now di Taylor Swift rinchiusa in una cassaforte, una metafora a indicare la controversia per i diritti sulle registrazioni che ha portato la cantante a reincidere i suoi primi sei album. Alla fine del video, King, Lautner e Swift, ora libera, fuggono dalla scena del crimine a bordo di un furgone bianco, attraversando un ponte che reca un segnale di divieto di transito ai veicoli più alti di "1989 TV", un riferimento all'omonimo album della cantante. Questo è stato suggerito come possibile easter egg per indicare che quella di 1989 sarà la prossima versione riregistrata ad essere pubblicata, dato che "TV" è il popolare diminutivo usato per indicare le versioni riregistrate (Taylor's Version).

## Classifiche
| Classifica (2023) | Posizione massima |
| ----------------- | ----------------- |
| Australia         | 5                 |
| Austria           | 58                |
| Canada            | 8                 |
| Filippine         | 13                |
| Germania          | 90                |
| Grecia            | 13                |
| Irlanda           | 4                 |
| Nuova Zelanda     | 4                 |
| Paesi Bassi       | 87                |
| Portogallo        | 62                |
| Regno Unito       | 6                 |
| Singapore         | 2                 |
| Stati Uniti       | 5                 |
| Vietnam           | 29                |